# Vtiger CRM
vTiger CRM è un software Customer Relationship Management distribuito in versione commerciale oncloud attraverso la piattaforma Vtiger OnDemand, e attraverso codice opensource nella versione vTiger Opensource. Nato nel 2004 da un team di sviluppo indiano come fork di SugarCRM con l'intenzione di estendere il concetto stesso di CRM sviluppato Sugar Inc., soprattutto nell'ambito della gestione catalogo, documentazione, interfaccia e integrazione telefonia, quest'ultima grazie al supporto nativo della piattaforma Asterisk. Negli anni Vtiger si è costantemente evoluto ed arricchito di nuove funzionalità: attualmente Vtiger è uno dei più completi e diffusi CRM open source, con più di 5.000.000 di downloads.
L'ultima versione stabile distribuita in open source è la 7.5.0.

## Caratteristiche
vtiger CRM  è un software molto vasto ed è composto dai seguenti moduli:
- Organizzazioni
- Attività
- Assets
- Calendario
- Campagne
- Workflow
- Contatti
- Documenti
- Email
- Template Email
- Eventi
- Esportazione
- Base di Conoscenza (FAQ)
- Fatture
- Preventivi
- Leads
- Opportunità
- Prodotti
- Progetti
- Listini
- Ordini di vendita
- Servizi
- Fornitori
- Contratti di Servizio
- Audit
- Reports
- Ticket di Assistenza
- Commenti sugli oggetti
- Messaggi SMS
- Webservice
- Portale Clienti
- Chiamate PBX

Questi moduli permettono la gestione di un tradizionale ciclo di vendita completo di informazioni dettagliate dove il principale obiettivo, secondo logica CRM, è la collezione storica delle relazioni intercorse tra i vari elementi del sistema all'entità Cliente/Contatto.

## Ambiente operativo
vTiger opensource opera nativamente su architettura LAMP/WAMP attraverso uno stack di applicazioni PHP opensource e proprietarie,tra cui: ADOdb, SOAP, log4php, Bootstrap, jquery, Smarty, Oauth, Google API, html purifier, vtlib. La sua interfaccia è di tipo web-based, basata sul framework Boostrap, per il suo utilizzo è sufficiente un qualsiasi browser web.